# Lenna Kuurmaa
Lenna Kuurmaa (* 26. září 1985, Tallinn, Estonská SSR, Sovětský svaz) je estonská zpěvačka-skladatelka a herečka. Je členkou dívčí skupiny Vanilla Ninja, ale po přerušení kapely (2009) začala pracovat jako sólová umělkyně. V červenci roku 2010 vydala své debutové album nazvané Lenna.

## Hudební kariéra
Mezi léty 1990 až 2002 byla členkou ETV Lasteekraani Muusikastuudio a vystupovala spolu se sborem na mnoha mezinárodních festivalech (například v Itálii, Nizozemsku, Finsku, Dánsku, Norsku, Izraeli, Velké Británii, Španělsku, USA a Rusku). Studovala hru na housle na hudební škole v Tallinnu (2000-2006) s učitelem Urvem Uibokandem. V letech 1997 až 2002 absolvovala u Ester Lepy a Ludmilly Issak pěvecký kurz.
V roce 2002 se zúčastnila televizí pořádané hudební soutěže Fizz Superstar, kde se dostala do čtvrtfinále. Ve stejném roce spolu s třemi dalšími dívkami založila rockovou skupinu Vanilla Ninja. Po přestávce skupiny v roce 2009 začala pracovat jako sólová hudebnice s uměleckým jménem Lenna. V červenci 2010 vydala své debutové album Lenna pod vedením Mortimera Snerda. Všechny singly byly napsány a produkovány spolu s Vaikem Eplikem, který je také vlastníkem nahrávací společnosti.
Skupina také vystupovala na výstavě Shanghai EXPO (2010).

### Eurovision Song Contest
Lenna Kuurmaa se zúčastnila Eurovision Song Contest a jejich národních preselekčních soutěží s různými úspěchy.
2003: se skupinou Vanilla Ninja, píseň "Club Kung-Fu" se umístila na poslední pozici u mezinárodní poroty v národní preselekční soutěži Eurolaul, i když měla silnou veřejnou podporu.

2005: opět spolu se skupinou Vanilla Ninja reprezentovala Švýcarsko s písní "Cool Vibes" na Eurovizi 2005 v Kyjevě, kde se umístila na 8. místě a obdržela 128 bodů.

2007: Vanilla Ninja participovala v soutěži Eurolaul 2007 s písní "Birds of Peace", ale nedostala se do finále.

2010: Lenna se zúčastnila národní soutěže Eesti Laul 2010 jako sólová umělkyně s písní "Rapunzel", která byla poupravena Vaikem Eplikem. Song se umístil na 2. místě ve finále.

2012: Lenna participovala znovu v národní soutěži Eesti Laul 2012 s písní "Mina jään". Song se umístil na 2. místě ve finále.

2014: Lenna se již potřetí jako sólová zpěvačka zúčastnila estonského národního kola Eesti Laul 2014 s písní "Supernoova". Song se umístil na 4. místě ve finále.

## Herectví
V roce 2007 si zahrála druhou hlavní roli Mayi v estonském filmu Kuhu põgenevad hinged a ve stejném roce roli Angely v estonské "mýdlové opeře" Kodu keset Linna. V roce 2008 se zúčastnila NO99 divadelní hry Paracles jako "host-herečka". V roce 2010 dostala roli vyšetrovatele estonské bezpečnostní policie v sérii kriminálních dramatů Kelgukoerad.
V roce 2012 dostala roli do finského filmu Vuosaari, pojmenovaného podle jednoho okresu v Helsinkách. Prohlásila, že nemá zájem o profesionální herecké vzdělání.

## Jiné aktivity

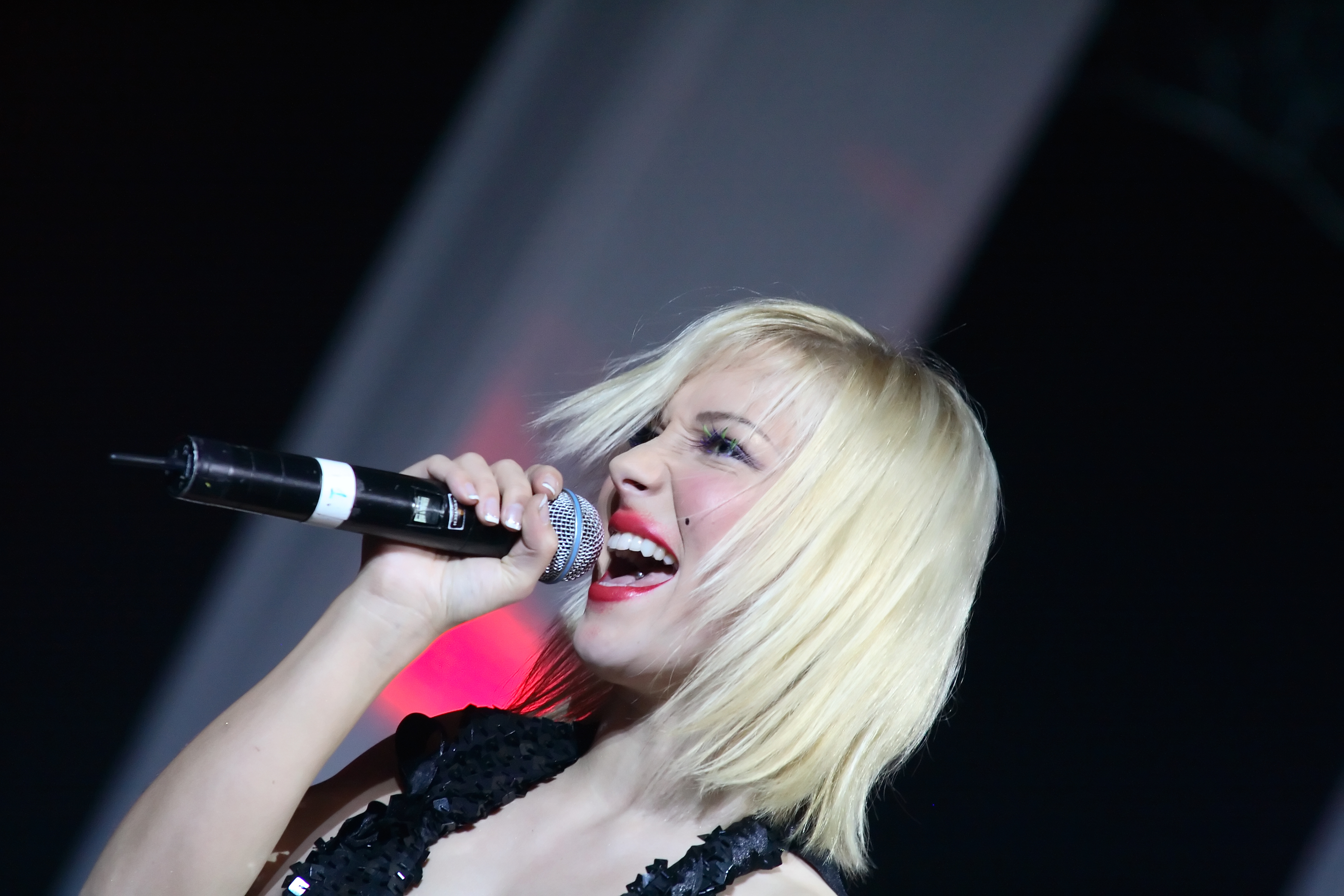
Lenna Kuurmaa zpívá na Hit of the Year award gala

Lenna také pracovala v televizi, například byla hostitelem na písňové soutěži Laulukarussell (2006). Také hostovala program na rádiu Sky Plus (od 2007). Lenna je členem estonské asociace interpretů (EEL) a Společnosti estonských autorů (EAÜ). Byla zahrnuta v projektech hudebního divadla Kuningas ja mina (Král a Já) a Helisev muusika (Zvuk hudby).
V roce 2007 byla Lenna vybrána publikem Raadia 2, aby byla zpěvačkou ve skupině Unistuste Bänd - skupina složená z populárních estonských hudebníků pro jedno vystoupení v Raadiu 2 Hit of the Year award gala.

## Osobní život
Nějaký čas se střetávala s estonským fotbalistou Ragnarеm Klavanеm.

## Diskografie

### Alba

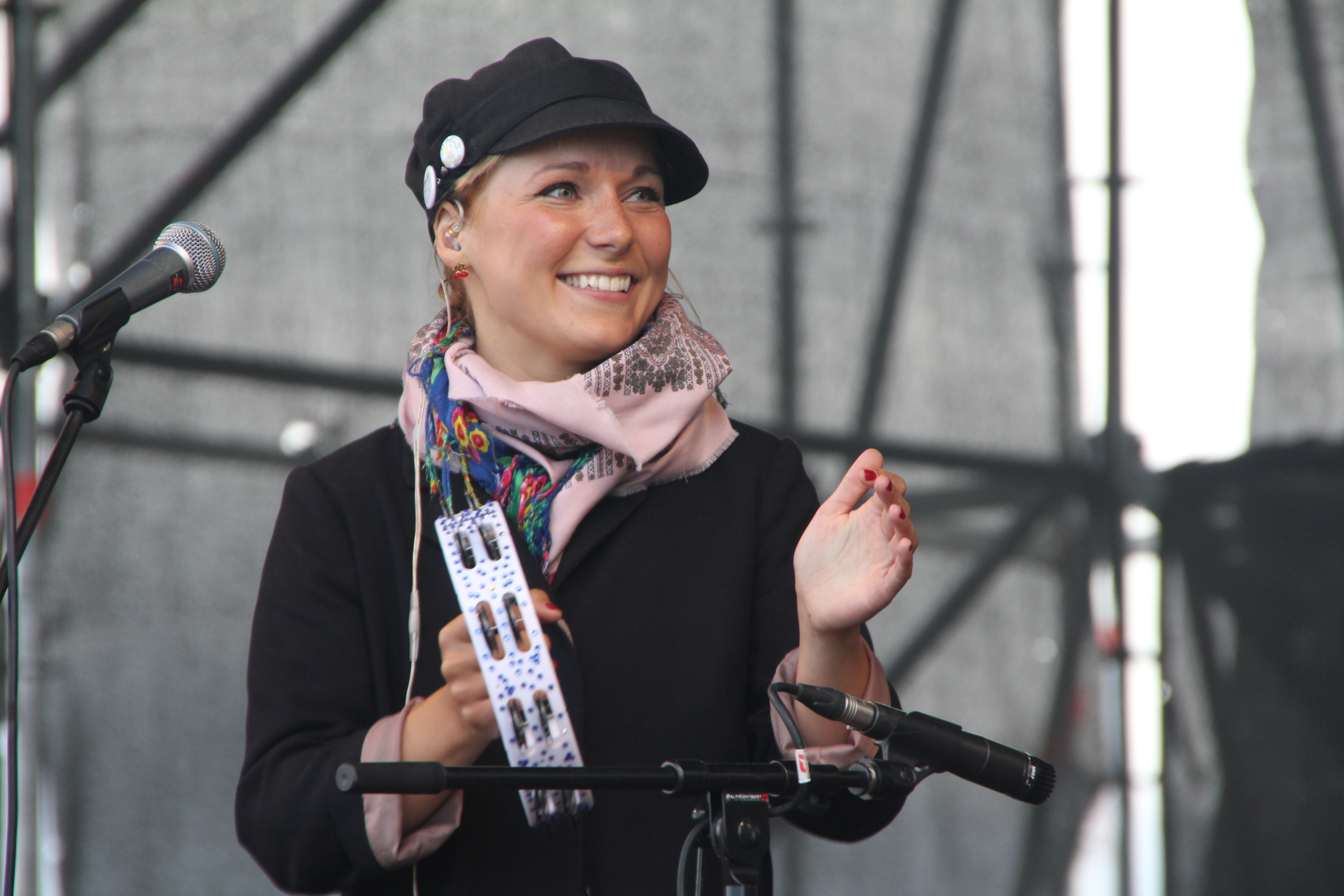
Lenna Kuurmaa (2011)

- Lenna (2010)
- Teine (2013)

### Singly
- "Saatus naerdes homse toob"
- "Rapunzel" — # 1

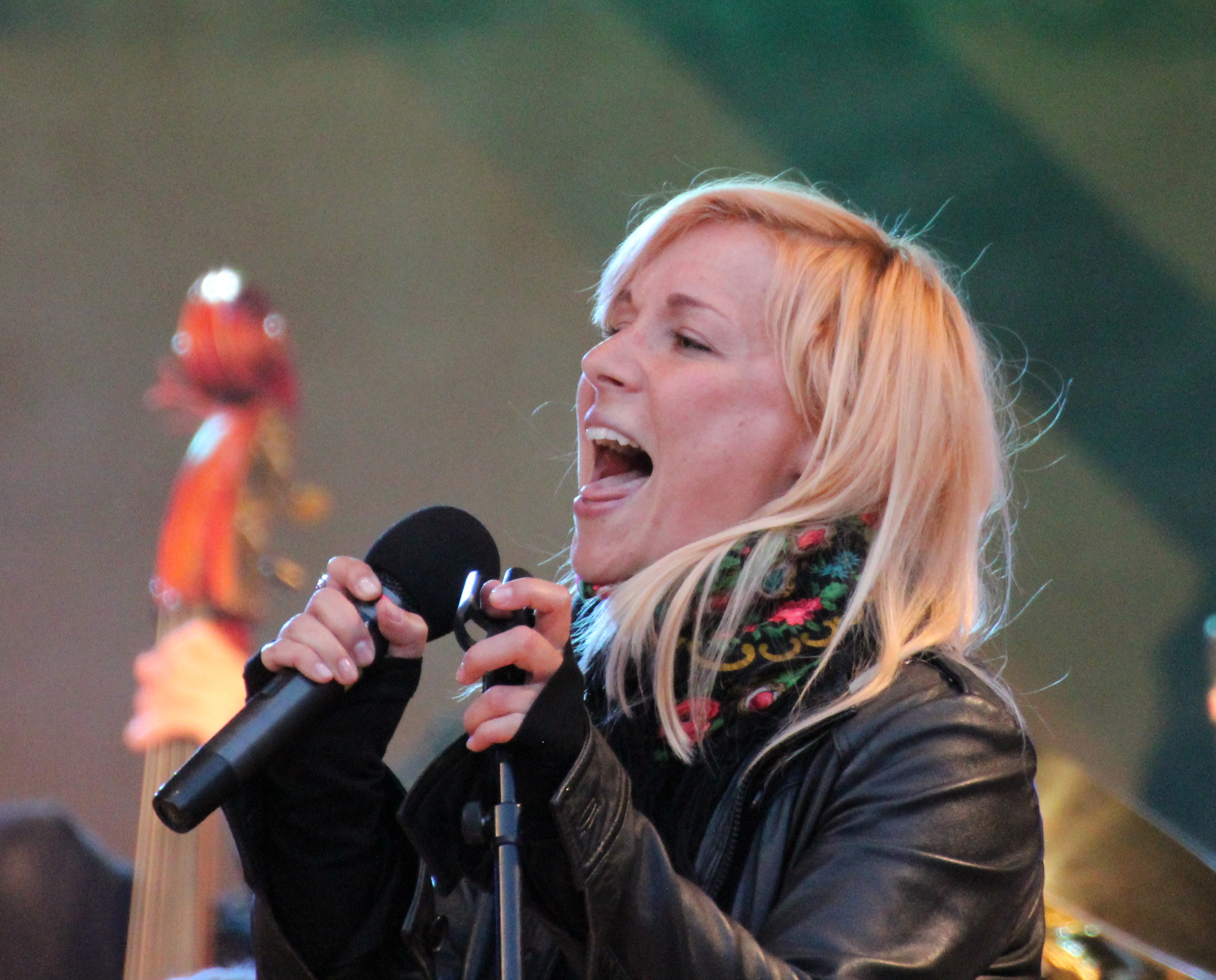
Lenna Kuurmaa (2006)

- "Sellel ööl" (Violina feat. Lenna Kuurmaa) — # 20 [17]
- "Musta pori näkku" (Lenna Kuurmaa & Mihkel Raud)
- "Kogu tõde jüriööst"
- 'Mida sa teed"
- "Õnnelaul"
- "Hüvasti, Maa"
- "Vana Klaver"
- "Naked Harbour" pro finský film "Vuosaari"
- "Mina jään" — # 1
- "Sinule"
- "Seal, kus jäljed kaovad maast" — # 14
- "Supernoova" — # 10

### Jiné singly

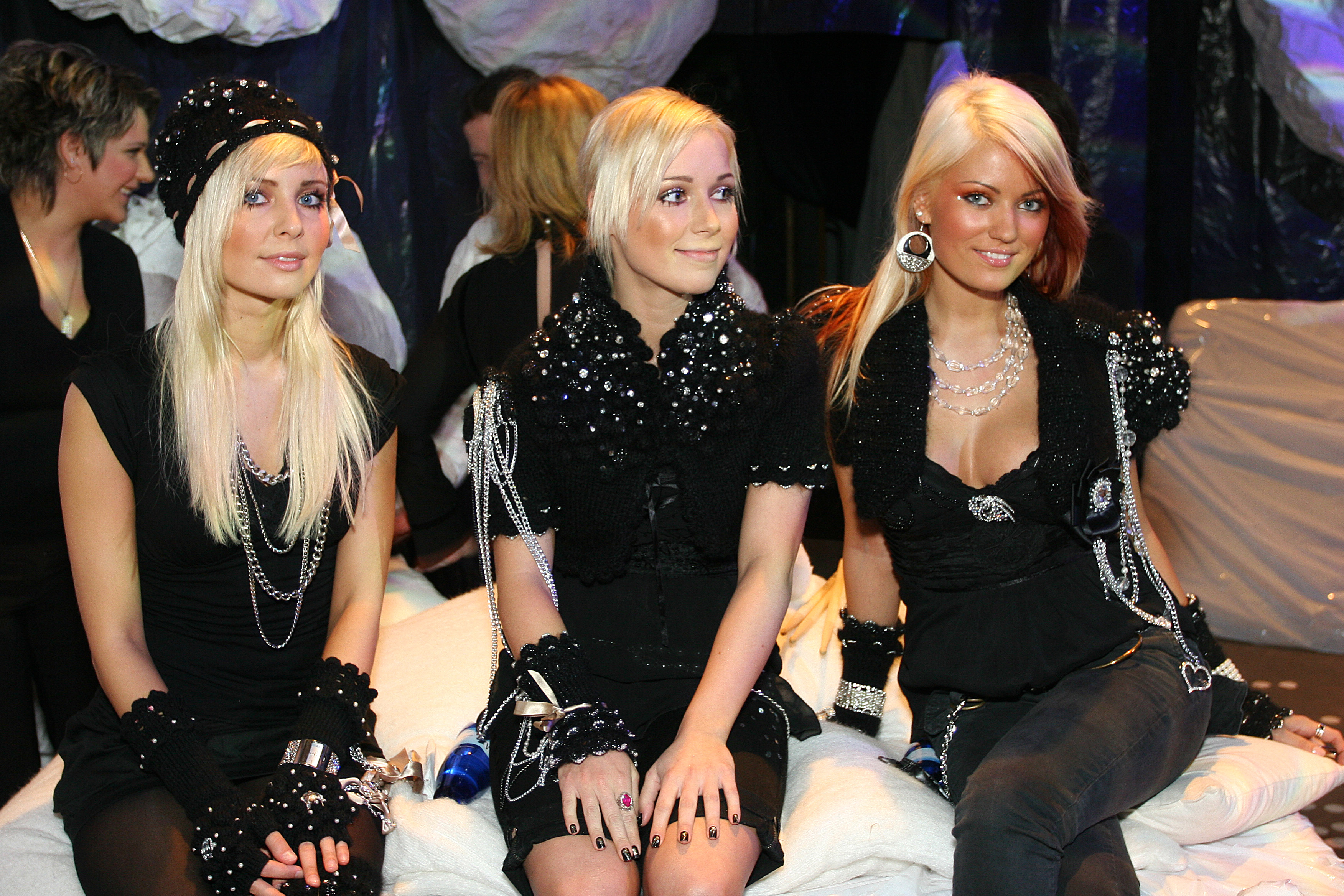
Skupina Vanilla Ninja na Eurovizi 2005 v Kyjevě

- "Saatus naerdes homse toob/Think idly"
- "Loomeinimesed"
- "Like a kid"
- "Mine tee tööd"
- "Vara" (& Slide-Fifty)
- "Rada" (& Mikk Saar)
- "Sinuni" (& Ott Lepland)
- "Waterlow" (& Tanel Padar)
- "Vikerkaar" (& Tanel Padar)
- "Kallim Kullast (& Koit Toome)
- "Need ei vaata tagasi"
- "Eesti, Eesti, Eesti"
- "Falling Star"
- "Everyday Is Like Sunday" (Mihkel Raud)